# Обернений код
| Біти      | Значення без знаку | Обернений код |
| --------- | ------------------ | ------------- |
| 0111 1111 | 127                | 127           |
| 0111 1110 | 126                | 126           |
| 0000 0010 | 2                  | 2             |
| 0000 0001 | 1                  | 1             |
| 0000      | 0                  | 0             |
| 1111 1111 | 255                | −0            |
| 1111 1110 | 254                | −1            |
| 1000 0010 | 130                | −125          |
| 1000 0001 | 129                | −126          |
| 1000 0000 | 128                | −127          |

Обернений код — це спосіб представлення двійкових цілих чисел зі знаком.
Для переведення десяткового числа в обернений код спочатку необхідно перевести його у двійкове представлення не зважаючи на знак, потім, якщо число від'ємне, обернути всі біти (замінити 0 на 1 і навпаки). З точністю до сталої (-1) обернений код числа поводиться як від'ємне до початкового числа з операцією додавання.
Цей код не отримав такого розповсюдження як доповняльний, через деяке ускладнення операції додавання і два коди для числа 0.

## Додавання
Додавання додатних чисел виконується так само як і в доповняльному коді. У випадку якщо перенесена одиничка виходить за межі представлення, то ми на неї просто не зважаємо.
| 0001 0110 22 + 0000 0011 3 =========== ==== 0001 1001 25 | 0111 7 + 1100 12 ====== ==== 1 0011 19 3 |

Додавання у випадку, якщо одне з чисел від'ємне, відрізняється тим, що якщо утворюється біт переносу за межами представлення, то до результату додається одиниця.
| 0001 0011 19 + 1111 1100 −3 =========== ==== 1 0000 1111 15 — Утворився кільцевий перенос. + 0000 0001 1 — Додати перенос до результату. =========== ==== 0001 0000 16 — Правильний результат (19 + (−3) = 16). |